# سامو بندری
سامو بندری  یک مجموعهٔ تلویزیونی ایرانی در شهر جنوبی ساختهٔ شده توسط ابراهیم فروزش، تهیه‌کنندگی علیرضا سبط احمدی و نویسندگی اصغر عبداللهی است. که این سریال به ١٣ قسمت قرار گرفته پخش از شبکه یک سیما بازیگرانی حسن پورشیرازی، مائده طهماسبی، علی صداقت و   فاطمه دهقانی  پرداخته‌اند.
این سریال سال ١٣٩۶ تولید شده اما سال پائیز ١۴٠٢ شبکه یک پخش شد.

## خلاصه داستان
سامو تنها پسر ناخدا صبور، نوجوان بندری، باهوش، پر شر و شور و ماجراجوست. او درگیر اتفاق‏‌هایی پیچیده و عجیب می‏‌شود و خانواده و دوستانش را هم درگیر ماجرا‌های خود می‏‌کند. نیت او در هر ماجرا پاک و صادقانه است، اما ناخواسته باعث بر هم زدن بندر کوچکشان می‏‌شود و برای خود و اطرافیانش دردسر ایجاد می‌کند...